# La Vengeance des gladiateurs
Pour plus de détails, voir Fiche technique et Distribution.
La Vengeance des gladiateurs (La vendetta dei gladiatori) est un péplum italien sorti en 1964 écrit et réalisé par Luigi Capuano,.

## Synopsis
Le film a pour cadre l'Empire romain d'Occident dans les années 450. La ville de Rome est assiégée par Genséric et ses  Vandales. Tout dans l'Empire est faible et corrompu, l'empereur Valentinien III et son épouse Calpurnia sont incapables de faire régner l'ordre. Le général romain Aetius parvient à arrêter temporairement les Vandales. Fabius, le fils d'Aetius, devient amoureux de la princesse Priscilla, fille du couple impérial. Or Genséric a l'intention de marier son fils avec la princesse, dans un calcul politique pour s'attribuer le trône romain. 
Genséric ne parvient pas à capturer Priscilla, mais il enlève Fabius. Il le torture pour obtenir des renseignements sur la princesse. Celle-ci offre de se rendre à Genséric en échange de la liberté de Fabius. Genséric accepte mais essaie de tromper son monde : le jour du mariage, il offre à Priscilla son Fabius, mais crucifié. C'est alors qu'arrivent les Romains pour sauver les amoureux et défaire les Vandales.

## Fiche technique
- Titre français : La Vengeance des gladiateurs
- Titre original italien : La vendetta dei gladiatori
- Réalisation : Luigi Capuano
- Scénario : Luigi Capuano, Arpad DeRiso, Roberto Gianviti
- Musique : Giuseppe Piccillo
- Photographie : Raffaele Masciocchi
- Année de sortie : 1964
- Durée : 98 minutes[3]
- Pays :  Italie
- Date de sortie en salle en France : 13 novembre 1965[3]

## Distribution
- Mickey Hargitay : Fabius
- José Greci : Priscilla
- Livio Lorenzon : Genséric
- Renato Baldini : Général Aetius
- Roldano Lupi : Valentinien III
- Andrea Checchi : Gabinus
- Nerio Bernardi : Tidone
- Andreina Paul : Calpurnia
- Mirko Ellis : Wilfried
- Giulio Tomei : prêtre
- Dante Maggio : client à la taverne
- Giovanni Cianfriglia : Fulvius
- Amedeo Trilli : responsable de la forteresse
- Bruno Scipioni